# Mauro Malavasi
Mauro Malavasi (Mirandola, 21 marzo 1957) è un musicista, paroliere, arrangiatore e produttore, compositore, trombettista italiano.

## Biografia
Dall'età di sei anni frequenta la scuola di musica di Mirandola con Serafino Giglioli e già da bambino entra a far parte della Filarmonica cittadina Guglielmo Andreoli di Mirandola come tamburo. Nel frattempo inizia anche lo studio della tromba che all'età di dodici anni lo porta ad iscriversi al conservatorio “Giovan Battista Martini” di Bologna, presso la cattedra di Alberto Mantovani, anch'egli mirandolese. Contemporaneamente studia composizione, direzione d'orchestra, musica corale, musica elettronica e d'uso, diplomandosi in breve tempo in tutte le suddette discipline.
Nel 1978 gli viene commissionata la realizzazione di una cover della canzone I'm a Man di Steve Winwood. Il brano entra a fare parte dell'LP I'm a man dei Macho e diventa un successo negli Stati Uniti e di riflesso in tutto il mondo. A seguito di ciò cominciano le commissioni da parte delle più importanti etichette discografiche statunitensi (Atlantic, Warner, Capitol, e crea Goody Music.) e un'intensa attività di successo nell'ambito della musica soul - black - dance internazionale; produce artisti e gruppi come Peter Jacques Band, Change, Luther Vandross, B. B. & Q. Band, Ritchie Family e Reddings ricevendo diversi premi e dischi d'oro.
Nel 1983 incontra Lucio Dalla a New York che gli chiede di lavorare con lui. Si avvia così una lunga collaborazione che lo porta a produrre ed arrangiare vari dischi di grande successo (Viaggi organizzati, Bugie, Dalla/Morandi, Cambio, Canzoni, Ciao, Il contrario di me, Angoli nel cielo) e colonne sonore di film (Mamma Lucia, Pummarò, I Picari, Il frullo del passero). Con il brano Felicità, composto insieme a Dalla per quest'ultimo film, si aggiudica nel 1989 il David di Donatello per la migliore canzone originale.
In quegli anni decide di ritornare in Italia dove collabora con vari artisti pop italiani come Gianni Morandi, Tony Esposito, Mango, Gianna Nannini, Luca Carboni, My Mine, Biagio Antonacci, Gerardina Trovato, Jo Squillo, Luciano Pavarotti, Lucio Dalla.
Nel 1992 scrive il brano Romanza  ed inizia a produrre ed arrangiare Andrea Bocelli, collaborazione che continua fino ai giorni nostri.
Si stima che la produzione di Mauro Malavasi abbia venduto più di 200 milioni di copie nel mondo.
Nel 1999 scrive la canzone Mai più così lontano cantata da Andrea Bocelli.
Nel 2003 ha scritto il brano Oceano, portato da Lisa al Festival di Sanremo 2003. Nel 2008 gli è stato assegnato il Premio Pico della Mirandola.
Nel 2004 co-scrive la canzone Dell’amore non si sa cantata da Andrea Bocelli. 
Nel 2020 scrive il brano Pianissimo cantato da Andrea Bocelli. 
Nel 2023 co-produce e co-arrangia l'album di Luca Frigeri Connessione spirituale.